# Mathias Schmid (konstnär)

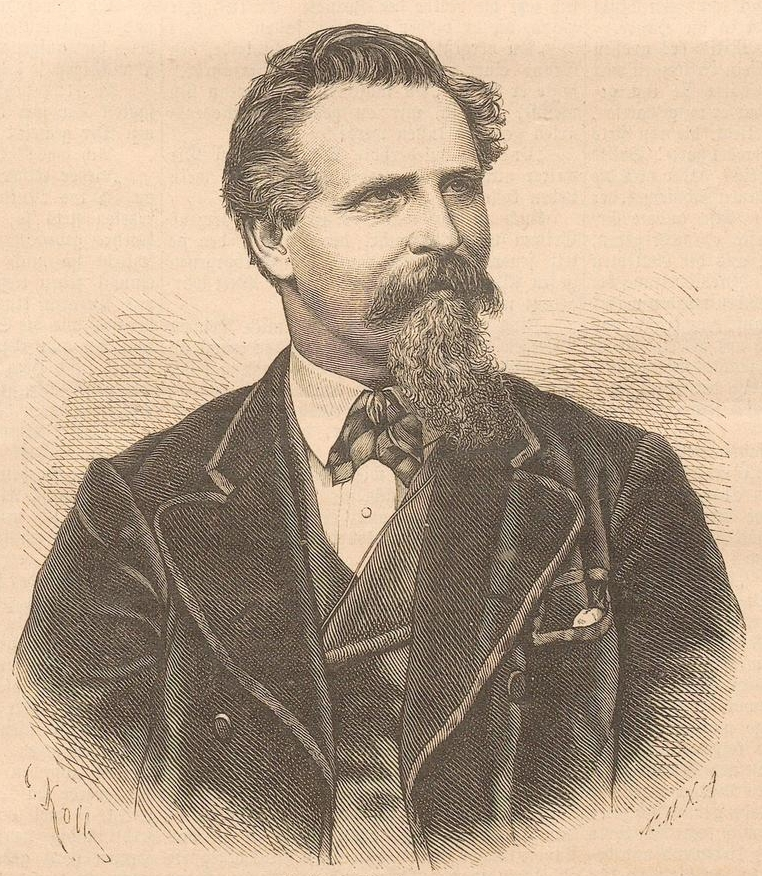
Mathias Schmid.

Mathias Schmid, född den 14 november 1835 i See i Paznauner Tal i Tyrolen, död den 22 januari 1923 i München, var en österrikisk målare.
Schmidt var i sin ungdom lärling hos en helgonbildmålare, blev sedan elev vid konstakademien i München och slog sig på det religiösa måleriet. Hans första tavla var Ruts färd till Betlehem. Denna följdes av ytterligare några, liksom av åtskilliga teckningar. År 1869 blev Schmid elev till Piloty och tycks först då ha kommit rätt underfund med sin betydande begåvning. I Franz Defreggers efterföljd började han behandla genremotiv ur livet i Tyrolen: Der Herrgotthändler, bilder ur tiggarmunkarnas liv och andra tavlor, som inte var utan en rätt skarpt uttalad tendens. Bland dessa bilder, som gav honom ett ansett namn, bör också nämnas Sededomaren samt flera bilder, skildrande tyrolerfolkets mödosamma liv, scener ur jägar- eller alplivet: Smugglaren, Räddningen med flera. Stort rykte vann också Schmids teckningar, främst hans illustrationer till Hermann von Schmids arbete Unser Vaterland in Wort und Bild.